# Banao Itneg jezik
Banao Itneg jezik (ISO 639-3: bjx), austronezijski jezik skupine kalinga-itneg, podskupine kalinga, kojim govori oko 3 500 ljudi (2003 SIL) iz plemena Banao na otoku Luzon, na istoku provincije Abra, Filipini.
Većina pripadnika plemena korisrti se i jezicima ilocano [ilo], filipinskim [fil] ili engleskim [eng].

## Vanjske poveznice
- Ethnologue (14th)
- Ethnologue (15th)